# PT-85
PT-85 (hay còn gọi là Type 85/M-1985) là một xe tăng hạng nhẹ do Bắc Triều Tiên sản xuất. Nó là một xe tăng lội nước có tính năng tương tự như PT-76. Khung gầm của PT-85 dựa trên xe bọc thép VTT-323 (M-1973) cũng do Cộng hòa Dân Chủ Nhân dân Triều Tiên sản xuất dựa trên xe bọc thép Type-63 của Trung Quốc, tháp pháo của nó là tháp pháo của xe PT-76, đây có thể coi là 1 biến thể của PT-76 nhưng có vài đặc điểm với xe tăng K-63 của Trung Quốc.
Xe tăng PT-85 sử dụng nòng pháo 85 mm thay vì 76 mm như của PT-76 nên được gọi là PT-85. Phương Tây gọi nó là xe tăng hạng nhẹ M-1985 vì nó được sản xuất từ năm 1985.

## Thông số kỹ thuật của xe
- Nặng: 20 tấn
- Rộng: 3,1 m
- Cao: 2,8 m
- Tổ lái: 4 người
- Bọc giáp: 30 mm
- Độ dốc leo: 38 độ
- Tốc độ tối đa: 60 km/h trên bộ, 10 km/h dưới nước
- Tầm hoạt động: 500 km

Vũ khí: 
- Pháo 85 mm
- Tên lửa chống tăng ATGM 9M14 Malyutka (AT-3 Sagger)
- 1 Súng máy đồng trục 7,62 mm và một súng máy 14,5 mm